# Condado de Gwinnett
O Condado de Gwinnett (em inglês:  Gwinnett County) é um dos 159 condados do estado americano da Geórgia. A sede e do condado é Lawrenceville. Foi fundado em 15 de dezembro de 1818 e faz parte da região metropolitana de Atlanta.
O condado possui uma área de 1 131 km², dos quais 1 115 km² estão cobertos por terra e 16 km² por água, uma população de 805 321 habitantes, e uma densidade populacional de 722,5 hab/km² (segundo o censo nacional de 2010). É o segundo condado mais populoso da Geórgia.